# زخم گلوله

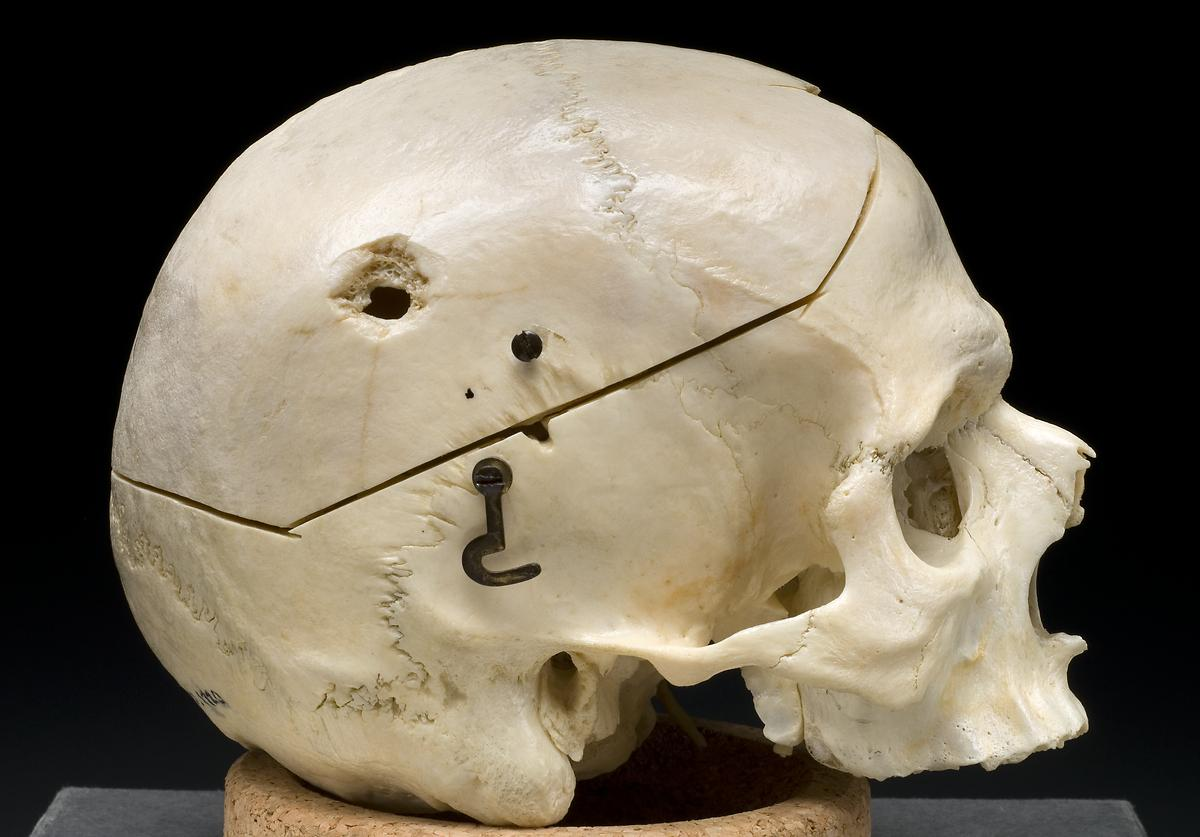
نشان اصابت گلوله به استخوان آهیانه یک جمجمهٔ مردانه، دههٔ ۱۹۵۰.

ترومای گلوله (انگلیسی: Ballistic trauma) یا زخم گلوله، نوعی جراحت فیزیکی است که در اثر اصابت گلوله یا ادوات جنگی ایجاد می‌شود. معمول‌ترین انواع ترومای گلوله، ناشی از استفادهٔ سلاح‌های گرم است که در نبردهای نظامی، تفریحات غیرنظامی، تعقیب و گریزها و اقدامات مجرمانه ایجاد می‌شود.